# Porotrichum subserratum
Porotrichum subserratum là một loài rêu trong họ Neckeraceae. Loài này được (Hook. ex Harv.) Kindb. mô tả khoa học đầu tiên năm 1888.